# Matthieu Bemba
Matthieu Yannick Bemba (Parigi, 3 marzo 1988) è un ex calciatore francese, di ruolo centrocampista.